# 何曼婷
何曼婷（1992年7月23日—），中國雲南出身的女歌手。於2010年4月與华谊音乐签约，随后发布的首张EP《大爱》。

## 专辑

### EP

#### 《大爱》
1. 大爱
2. 幸福顾问
3. 明明说好不哭

#### 《宠物女生》
1. Pet Girl
2. 胖娃娃

## 单曲
- 《素颜》（词、曲：许嵩；演唱：许嵩、何曼婷）
- 《外星话》
- 《玩笑話》